# Medina (New York)
Medina è un villaggio degli Stati Uniti d'America, situato nello stato di New York, nella contea di Orleans.